# Регуляторні послідовності
Регулярна послідовність (регуляторний регіон або регуляторний елемент) — промотор, енхансер або інший фрагмент ДНК, до якого приєднуються регуляторні білки, наприклад фактори транскрипції. Вони регулюють експресію генів і, таким чином синтез білків. Регуляторні послідовності також знайдені в матричних РНК, але вони загалом гірше досліджені, ніж регуляторні послідовності ДНК. До цих регуляторних послідовностей можуть приєднуватися РНК-зв'язуючі білки або РНК (наприклад, мікроРНК).

## Приклади
- CAAT-бокс
- CCAAT-бокс
- Оператор
- Прібнов-бокс
- TATA-бокс
- СЕЦІС-елемент (на мРНК)
- Сигнали поліаденілування (на мРНК)